# Florimond de Faÿ de La Tour-Maubourg
Pour les articles homonymes, voir Fay, La Tour-Maubourg, Latour, De La Tour et Maubourg.
Just-Pons-Florimond de Faÿ, baron puis marquis de La Tour-Maubourg, est un diplomate et homme politique français né à Paris le 9 octobre 1781 et mort à Rome le 23 mai 1837.

## Biographie
Fils aîné du comte Charles-César de Faÿ de La Tour-Maubourg et « de très haute et très puissante dame Marie-Charlotte-Henriette Pinault de Fenelle [sic], son épouse » (Pinault  de Thenelles), entra dans la carrière diplomatique après le coup d'État du 18 brumaire, fut envoyé en Danemark en qualité de secrétaire d'ambassade, et, à son retour en France, devint auditeur au conseil d'État.

### Premier Empire
Auditeur près le ministre et la section de l'Intérieur en 1806, il fut ensuite attaché au ministère des Affaires étrangères.
En 1807 et 1808, il acquiert le statut d'auditeur « hors du Conseil », conservant ses titres et prérogatives, et exerce les fonctions de secrétaire d'ambassade à Constantinople (nommé, par décret du 2 juillet 1806, deuxième secrétaire, auprès du comte Sébastiani, ambassadeur à Constantinople près la « Porte ottomane »). Il exerça ces fonctions à partir de janvier 1807.
De 1809 à 1811, il était auditeur en « service extraordinaire » et secrétaire de légation, toujours à Constantinople. L'Empereur demanda à Maret de le rappeler le 3 novembre 1811, mais La Tour-Maubourg se maintint, jusqu'au mois de juillet 1812,, dans cette résidence, où il exerçait depuis les fonctions de chargé d'affaires de France, en « service extraordinaire », près la « Sublime Porte ». « Il sut allier dans le cours de cette mission beaucoup de sagesse à une grande fermeté de caractère, et son interposition fut souvent utile au salut des étrangers, notamment lors de la révolution du 15 novembre 1808, qui renversa, avec les circonstances les plus épouvantables, la puissance du grand vizir Mustapha Beiraktar, pacha de Routschouck. »
Quelques mois après son retour en France, M. de La Tour-Maubourg fut nommé envoyé extraordinaire et ministre plénipotentiaire à Würtzbourg (mars 1813), puis à Stuttgart, près du roi de Wurtemberg, dont il reçut sa première audience le 21 avril 1813. La Tour-Maubourg fut créé baron de l'Empire le 16 mai suivant.

### Restauration
En 1814, il passa comme chargé d'affaires de France à Hanovre, où, après la Restauration, le duc de Richelieu le confirma à la même résidence, avec le titre de ministre plénipotentiaire de Louis XVIII (1816). Il avait fait, entre-temps, comme volontaire, la campagne de France.
Ambassadeur près la cour de Saxe en 1819, ambassadeur près la Sublime Porte en 1821, il tomba en disgrâce pendant qu'il exerçait ces dernières fonctions, fut rappelé et se retira dans ses terres. Hyde de Neuville qui avait été nommé à sa place préféra Lisbonne.

### Monarchie de Juillet
Après la révolution de Juillet 1830, ses idées libérales lui valurent le poste d'ambassadeur près du roi des Deux-Siciles, et, l'année suivante, en 1831, de ministre de France à Rome, fonctions qu'il occupait lorsqu'il mourut.
Le 16 août 1831, il avait été admis à siéger à la Chambre des pairs, à titre héréditaire, en remplacement de son père, décédé.
Il meurt, le 23 mai 1837, à Rome et fut inhumé en l'église Saint-Louis-des-Français. Son frère, le comte Septime, le remplaça au Palais Colonna.

## Titres
- Baron Defay de Latour-Maubourg et de l'Empire (décret du 6 avril 1813, lettres patentes du 16 mai 1813, Dresde) ;
- Marquis de Latour-Maubourg ;
- Pair de France[5] :
  - Pair à titre héréditaire (16 août 1831) ;
  - Baron-pair héréditaire (lettres patentes du 23 septembre 1820).

## Distinctions
- Légion d'honneur :
  - Légionnaire (29 novembre 1809), puis,
  - Officier (30 juin 1811), puis,
  - Commandeur (1er mai 1821), puis,
  - Grand officier de la Légion d'honneur (20 novembre 1830) ;
- Ordre du Croissant[2].

## Armoiries
| Figure | Blasonnement |
|        | Armes du baron Defay de Latour-Maubourg et de l'Empire De gueules, à la bande d'or, chargée d'une fouine d'azur ; franc-quartier des barons ministres employés à l'extérieur, à la filière d'argent. - Livrées : rouge, jaune, bleu, blanc |
|        | Armes du comte de La Tour-Maubourg, baron-pair héréditaire, De gueules à la bande d'or, chargée d'une fouine d'azur., SupportsDeux lions. Devise« Par toute voie chemine » ; Armes parlantes (Fouine (fayne en patois) ⇒ Faÿ).             |

## Ascendance et postérité
Florimond de La Tour-Maubourg était le fils aîné de Charles-César de Faÿ (1756-1831), comte de La Tour-Maubourg, et de Marie Charlotte Henriette Pinault  de Thenelles (Paris, 4 juin 1760 - Paris, 18 juin 1837). 
Il avait trois frères cadets et trois sœurs :
1. Adèle (22 septembre 1782 - Paris, 27 juillet 1811), mariée avec François Stellaye de Baigneux (1772-1850), marquis de Courcival, dont postérité ;
2. Alfred-Florimond-Louis (1784 - 1809 de ses blessures en Espagne), capitaine ;
3. Rodolphe (Paris, 8 octobre 1787 - Boissise-la-Bertrand, 31 mai 1871), comte de La Tour-Maubourg, lieutenant général (1835), pair de France (1845), grand officier de la Légion d'honneur, sans alliance ;
4. Marie-Stéphanie-Florimond (30 septembre 1790 - 21 février 1868), mariée avec Antoine-François, 1er comte Andréossy (1761-1828), dont postérité ;
5. Éléonore-Marie-Florimonde (1799 - 1831), mariée avec Charles-Lucas « comte » Pinckney Horry, propriétaire de la « Harrietta Plantation (en) » et du château de Boissise-la-Bertrand ;
6. Charles-Armand-Septime (Passy, 21 juillet 1801 - Marseille, 18 avril 1845), comte de La Tour-Maubourg, maître des requêtes au Conseil d'État, ambassadeur, pair de France, marié, (1°) avec Octavie Adèle (26 décembre 1814 - Bruxelles, 18 avril 1834), fille de Pierre, 1er comte Daru (1767-1829), puis, (2°) avec Marie-Louise-Charlotte (4 novembre 1816 - 4 novembre 1850), fille de Jacques Thomas, marquis de Pange (1770-1850).

- Florimond de La Tour-Maubourg épousa, le 11 octobre 1815 à Paris, Caroline Béatrix « Perrone di San Martino » (Turin, 27 janvier 1788 - Paris, 20 juin 1855), comtesse de Margnolas et de l'Empire, sœur d'Hector Perron de Saint-Martin, veuve et héritière fortunée[9] du préfet Étienne Vincent de Margnolas, dame du palais de l'impératrice Joséphine (1804-1810) puis de l'impératrice Marie-Louise (1810-1814). Ensemble, ils eurent :
  - Pauline-Marie-Florimonde (Paris, 7 août 1816 - Paris,  29 août 1839), mariée, le 9 décembre 1835, avec Barthélémy, comte de Basterot (1800-1887), « député à l'administration des pieux établissements français » à Rome et Loreto, dont postérité ;
  - Just-Antoine-Florimond (1818  - Stuttgart, 18 janvier 1849), attaché à la légation de Stuttgart où il mourut ;
  - César-Florimond (Dresde, 22 juillet 1820 - Paris, 25 février 1886), marquis de La Tour-Maubourg, officier en Afrique, député de la Haute-Loire (1852-1870), conseiller général, maire, administrateur du Grand-Central, chambellan de Napoléon III, officier de la Légion d'honneur, marié, le 21 juin 1849 à Paris, avec Anne-Ève Mortier de Trévise (31 décembre 1829 - château de Glareins, Lapeyrouse, octobre 1900), dont :
    - Postérité  ;

  - Marguerite-Marie-Augustine (26 septembre 1824 - Paris, 30 décembre 1892), chanoinesse à Sainte-Anne (Munich).